# Maxwell Tylden Masters
Maxwell Tylden Masters  (Cantuária, 15 de abril de 1833 — Ealing, 30 de maio de 1907) foi um botânico e taxonomista inglês.  Era filho de William Masters, o viveirista e botânico de Canterbury e autor de Hortus duroverni. 

## Biografia
Era filho de  William Masters. Estudou no  King' s College de Londres obtendo seu título de doutor em medicina, em 1862, no  St. Andrews na Escócia. Casou-se com  Ellen Tress em  1858, união da qual teve quatro filhos.
Foi curador-assistente em Oxford  e assistente  de botânica no Hospital Universitário  St. George  de  1855 à 1868. Paralelamente, tornou-se  médico da cidade em 1856. Assumiu como  membro da Royal Society em  1870 e  membro da Sociedade Linneana de Londres.
Participou, em 1866, da edição de Treasury of Botany; a popular dictionary of the vegetable kingdom; with which is incorporated a glossary of botanical terms de John Lindley (1799-1865) e Thomas Moore (1821-1887), ilustrado por  Henry Adlard (1828-1869).
Seu trabalho mais famoso é o Vegetable Teratology  (1869) , que trata da  teratologia (mutações  anormais) das espécies vegetais , e é autor de  diversos trabalhos sobre plantas chinesas (especialmente sobre as coníferas), descrevendo muitas das espécies novas decobertas por Ernest Henry Wilson.
A espécie de Larix, Larix mastersiana, e a Nepenthes híbrida N. × mastersiana, entre outras espécies de plantas foram nomeadas em sua homenagem.
Por muitos anos foi o editor do "Gardeners' Chronicle",  que lhe permitiu manter correspondências com Charles Darwin.